# Siam Sunset
Pour plus de détails, voir Fiche technique et Distribution.
Siam Sunset est un film australien réalisé par John Polson, sorti en 1999.

## Synopsis
Perry est un chimiste anglais travaillant pour une entreprise de peinture. Il est déprimé après avoir perdu sa femme dans un accident. Alors qu'il essaie d'inventer une nouvelle couleur, le « Siam Sunset », il remporte un prix, prend congé et se rend en Australie. Il rencontre alors Grace dans un bus, une femme qui semble elle aussi perdue dans sa vie.

## Fiche technique
- Titre : Siam Sunset
- Réalisation : John Polson
- Scénario : Max Dann et Andrew Knight
- Musique : Paul Grabowsky
- Photographie : Brian J. Breheny
- Montage : Nicholas Beauman
- Production : Al Clark
- Société de production : Artist Services, Channel Four Films et Showtime Australia
- Pays :  Australie
- Genre : Aventure, comédie romantique
- Durée : 91 minutes
- Dates de sortie : 
  - Australie : 9 septembre 1999
  - France : 2 août 2000

## Distribution
- Linus Roache : Perry Roberts
- Danielle Cormack : Grace
- Ian Bliss : Martin
- Roy Billing : Bill Leach
- Alan Brough : Stuart Quist
- Rebecca Hobbs : Jane
- Terry Kenwrick : Arthur Droon
- Deidre Rubenstein : Celia Droon
- Peter Hosking : Roy Wentworth
- Victoria Eagger : Rowena Wentworth
- Robert Menzies : Eric
- Eliza Lovell : Michelle
- Heidi Glover : Stephanie Droon
- Lachlan Standing : Ben Wentworth
- Esme Melville : Dot
- Choung Dao : M. Nguyen
- Alan Lovell : Stan Porter
- Victoria Hill : Maree Roberts
- Arthur Percival : Harold
- Roger Cardwell : M. Waugh

## Distinctions
Le film a été nommé pour cinq AFI Awards.